# Universiteit van Prince Edward Island
De Universiteit van Prince Edward Island (UPEI) is een universiteit in Charlottetown op Prince Edward Island in Canada.
Deze universiteit ontstond in 1969 na een fusie tussen Prince of Wales College (PWC) en St. Dunstan’s University (SDU).
De sportclub UPEI Panthers is verbonden aan deze universiteit.

## Voetbal
Vanwege de coronapandemie werd de Canadian Premier League 2020 in zijn volledigheid gehouden op terreinen van UPEI waarbij alle teams meer dan een maand in quarantaine leefden.